# Alfredo Devincenzi
Alfredo Ciríaco Devincenzi, en ocasiones escrito como De Vincenzi (Argentina, 24 de enero de 1911 o el 7 de septiembre de 1907, fecha de fallecimiento desconocida) fue un futbolista argentino. Jugaba de delantero y su primer equipo fue Estudiantil Porteño de Argentina.

## Trayectoria
Inició su carrera en Estudiantil Porteño, donde jugó desde 1925 a 1927. Al año siguiente se fue a River Plate donde jugó solamente un año. Luego volvió a su primer club y más tarde terminó yéndose a Racing Club. Allí, entre 1931 y 1934 jugó 52 partidos, marcando 32 goles.[cita requerida] En 1934 volvió a militar en Estudiantil Porteño. El mismo año emigró a Italia, donde jugaría por casi dos años en el Inter de Milán. En 1936 volvió a la Argentina para jugar por dos años en San Lorenzo y terminar su carrera en 1938.

## Clubes
| Club                   | País      | Año         |
| ---------------------- | --------- | ----------- |
| Estudiantil Porteño    | Argentina | 1925 - 1927 |
| River Plate            | Argentina | 1928        |
| Estudiantil Porteño    | Argentina | 1929 - 1930 |
| Racing Club            | Argentina | 1931 - 1933 |
| Estudiantil Porteño    | Argentina | 1934        |
| Inter de Milán         | Italia    | 1934 - 1936 |
| San Lorenzo de Almagro | Argentina | 1936 - 1938 |

## Selección nacional
Fue internacional con la Selección de fútbol de Argentina llevando la cinta de capitán.

### Participación en Copa del Mundo
| Mundial                        | Sede   | Resultado    | Partidos | Goles |
| ------------------------------ | ------ | ------------ | -------- | ----- |
| Copa Mundial de Fútbol de 1934 | Italia | Primera fase | 1        | 0     |

## Palmarés

### Torneos nacionales
| Título                   | Club                | País      | Año  |
| ------------------------ | ------------------- | --------- | ---- |
| Copa Beccar Varela       | Racing Club         | Argentina | 1932 |
| Copa de Competencia      | Racing Club         | Argentina | 1933 |
| Liga de Primera División | Estudiantil Porteño | Argentina | 1934 |